# Monodontomerus brevicrus
Monodontomerus brevicrus är en stekelart som beskrevs av Grissell 2000. Monodontomerus brevicrus ingår i släktet Monodontomerus och familjen gallglanssteklar. Inga underarter finns listade i Catalogue of Life.